# Kenneth Bergqvist
Kenneth Bergqvist, född 19 maj 1980 i Avesta, är en svensk ishockeyspelare som spelat över 400 matcher i Elitserien i ishockey.
Kenneth Bergqvist hade sin moderklubb i Avesta BK och spelade sin första Elitserie-match 1998 med Brynäs IF. Han flyttade efter fem säsonger från Brynäs, via en säsong i Djurgården Hockey, till Mora IK, där han spelade i fyra säsonger till 2008.
Kenneth Bergqvist skrev därefter kontrakt med HK Dimitrov i den ryska andradivisionen i ishockey och spelade följande säsonger med Molot-Prikamie Perm i den rysk-interkontinentala ligan, VHL, nivån under KHL (Kontinental Hockey League).
Säsongen 2011/2012 återvände Kenneth Bergquist till Sverige för spel i Hockeyallsvenskan och VIK Västerås HK.
Kenneth Bergquist har representerat Sverige vid fyra tillfällen, dock inte spelat i VM eller OS.

## Klubbar
- Brynäs IF, SHL, 1998-2003
- Sundsvall Hockey, Hockeyallsvenskan, 1990-2000
- Djurgården Hockey, SHL, 2003-2004
- Mora IK, SHL, 2004-2008
- HK Dmitrov, 2008-2009
- Molot-Prikamie Perm, VHL, 2009-2011
- VIK Västerås HK, Hockeyallsvenskan, 2011-nuvarande